# جايلز هايوود
جايلز هايوود (8 سبتمبر 1979 في المملكة المتحدة - ) (بالإنجليزية: Giles Haywood)‏ هو لاعب كريكت بريطاني. لعب مع نادي مقاطعة نوتنغهامشير للكريكت ‏ ونادي مقاطعة ساسكس للكركيت ‏.